# Aeronautical Division, U.S. Signal Corps
L'Aeronautical Division, Signal Corps (1907–1914) è stata la prima organizzazione militare al mondo di aeromobili più pesanti dell'aria, e l'antenato della United States Air Force. Componente del Signal Corps e come tale appartenendo all'esercito statunitense, mise in campo il primo aereo militare a motore nel 1909, creò scuole per addestrare i propri aviatori, e diede origine ad un sistema di valutazione per le qualifiche dei piloti. Organizzò e schierò il primo reparto permanente americano di aviazione, il 1st Aero Squadron, nel 1913. L'Aeronautical Division addestrò come piloti 51 ufficiali e 2 elementi di truppa, subendo 13 perdite umane in incidenti di volo. In tale arco di tempo, l'Aeronautical Division ebbe nel suo organico materiale 29 aerei prodotti da fabbricanti esterni, ne costruì un trentesimo assemblando pezzi di ricambio e prese in locazione un aereo civile per un breve periodo nel 1911.
In forza di un'autorizzazione ad istituire un'Aviation Section nel Signal Corps emanata dal Congresso nel 1914, l'Aeronautical Division continuò ad essere la principale branca organizzativa della sezione fino al 1918, quando la sua inefficienza nel gestire la mobilitazione imposta dalla prima guerra mondiale indusse il War Department a sostituirla con un'organizzazione del tutto nuova che finì per rappresentare il nucleo fondante dello United States Army Air Service.

## Genesi di un'arma
1º agosto 1907

OFFICE MEMORANDUM NO. 6

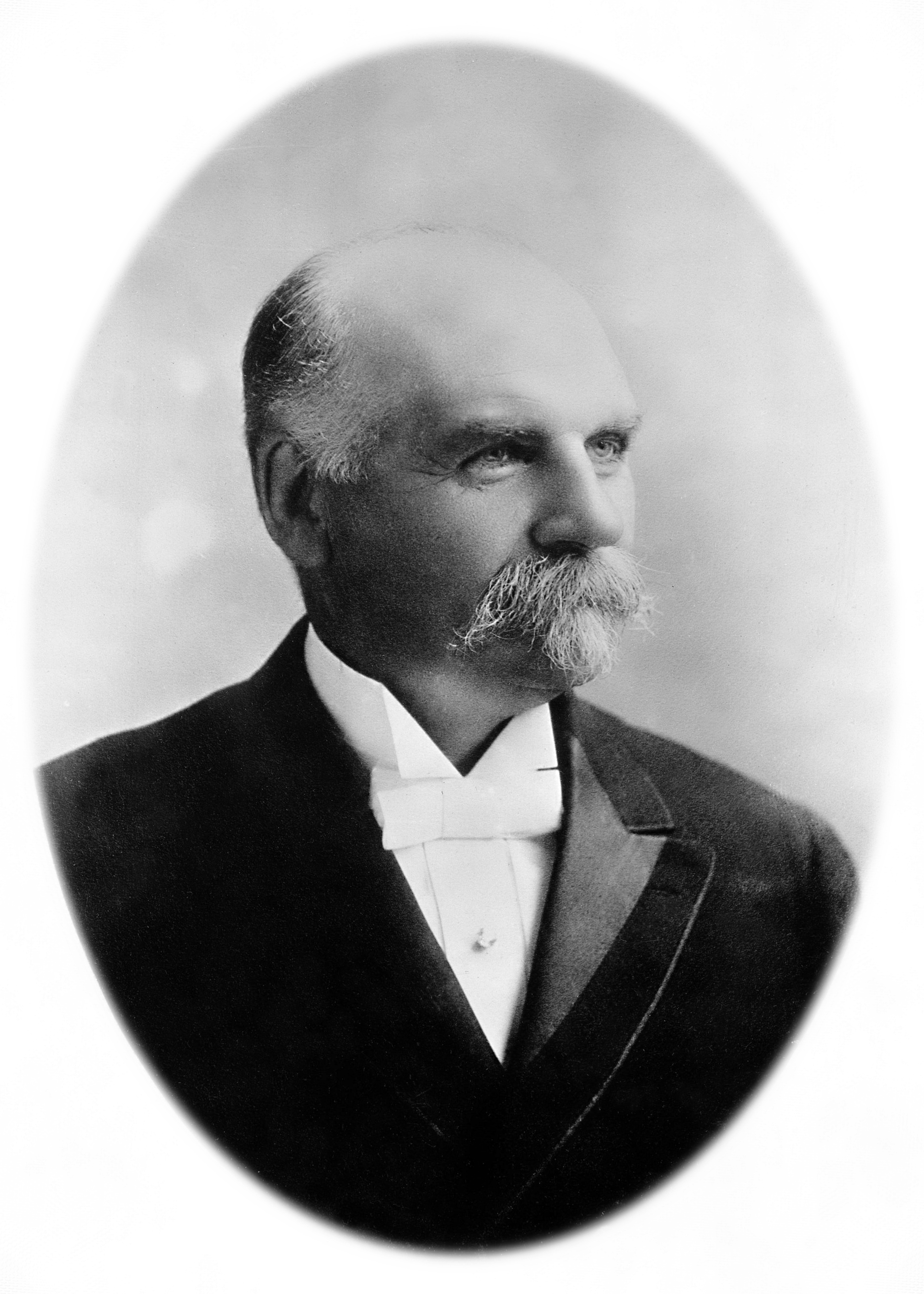
Thaddeus S. C. Lowe

Con effetto da oggi, è istituita una Divisione Aeronautica di questo ufficio.

Questa divisione avrà competenza su tutta la materia pertinente all'uso militare di mongolfiere, macchine volanti, e tutte le questioni collegate. Tutti i dati disponibili saranno attentamente classificati ed i piani saranno completati per futuri test ed esperimenti. Le operazioni di questa divisione sono riservatissime, e nessuna informazione sarà concessa a chicchessia eccetto il Chief Signal Officer of the Army o il suo rappresentante autorizzato.

Il capitano Charles DeF. Chandler, Signal Corps, è assegnato al comando di questa divisione, e il caporale Edward Ward ed il soldato di prima classe Joseph E. Barrett faranno direttamente capo in questa divisione al capitano Chandler.

J. Allen, Brigadier General, Chief Signal Officer of the Army
Lo United States Army Signal Corps ebbe a che fare con l'aeronautica già durante la Guerra di secessione americana, quando Thaddeus S. C. Lowe fu nominato capo dello Union Army Balloon Corps (corpo "nordista" di ricognizione mediante mongolfiere). Nel 1892, il maggior generale Adolphus Greely,
Chief Signal officer of the Army, avanzò progetti per un'unità distaccata War Balloon ("mongolfiera da guerra", letteralmente) in seno al Signal Corps, ed autorizzò l'acquisto di un pallone aerostatico dalla Francia, soprannominato General Myer, con base presso Fort Riley nel 1893 e Fort Logan nel 1894. Quando il General Myer divenne inservibile, personale del Signal Corps, prendendo a modello il General Myer, ne costruì un secondo, il Santiago, che fu impiegato in battaglia a Cuba nel 1898.
Nel 1898–99, il War Department accettò il rapporto di una commissione d'inchiesta pro-aeronautica di cui faceva parte anche Alexander Graham Bell ed investì 50 000 dollari per i diritti su una macchina volante più pesante dell'aria sviluppata da Samuel Pierpont Langley, segretario della Smithsonian Institution. Benché il Great Aerodrome di Langley si fosse rivelato un fiasco imbarazzante, l'esercito USA successivamente riprese interesse nell'aviazione, a seguito dei brillanti risultati conseguiti dai fratelli Wright, e si impegnò in prolungate trattative per ottenere un aereo.
Tutte le attività di "scuola mongolfiere" dello U.S. Army Signal Corps furono trasferite a Fort Omaha (Nebraska) nel 1905. Nel 1906 il comandante della Signal School presso Fort Leavenworth (Kansas), maggiore George O. Squier, studiava la teoria aeronautica e teneva delle conferenze sulla macchina volante dei Wright. Uno dei suoi istruttori — il capitano Billy Mitchell — seguiva anche corsi di aviazione ed insegnava l'uso di palloni da ricognizione. Nel luglio 1907 Squier divenne aiutante del Chief Signal Officer, brigadier generale James Allen, e lo convinse immediatamente a creare una struttura aviatoria nell'ambito del Signal Corps.
L'Aeronautical Division, Signal Corps, consistente al suo esordio in un ufficiale e due militari di truppa, fu operativa dal 1º agosto 1907. Il capitano Charles deForest Chandler fu designato a comandare la nuova divisione, con l'assistenza del caporale Edward Ward e del soldato di prima classe Joseph E. Barrett. Anche il sottotenente Frank P. Lahm, ufficiale di cavalleria, fu assegnato alla divisione e ne divenne membro il 17 settembre 1907. Entrambi gli ufficiali avevano esperienza di palloni aerostatici. Lahm aveva raggiunto la notorietà l'anno prima, vincendo la prima edizione della Gordon Bennett Cup, un evento internazionale per mongolfiere, mentre Chandler era già entrato a far parte dell'Aero Club of America (antenato della National Aeronautic Association). Rimase a capo della divisione fino al 1908, poi di nuovo dal 1911 al 1913. Nell'intervallo, fu sostituito da Lahm e da maggio 1910 fino a giugno 1911 (periodo in cui Chandler frequentava il Signal School Course  presso Fort Leavenworth), dal capitano Arthur S. Cowan, già ufficiale di fanteria, destinato alla Signal School ma privo di cognizioni e qualifiche aviatorie. Il 23 dicembre 1907 il Signal Corps emanò la Specification No. 486 (una sorta di gara d'appalto) per una macchina più pesante dell'aria e sollecitò proposte commerciali. Una copia della specification fu spedita ai fratelli Wright il 3 gennaio 1908.

### Acquisto di aeromobili
Nel 1908, l'Aeronautical Division, con l'intervento del presidente Theodore Roosevelt nel processo di acquisto, comprò un dirigibile non-rigido da Thomas Scott Baldwin per 6 750 dollari, ed un aereo dai fratelli Wright per 25 000 dollari. La già ricordata Specification No. 486 richiedeva che ambedue i tipi di velivolo fossero in grado di trasportare due persone. Il dirigibile doveva essere idoneo a portare un peso di 450 libbre (200 kg) e raggiungere una velocità di 20 miglia orarie (32 km/h); le specifiche per l'aereo erano un peso trasportabile di 350 lb (160 kg), una velocità di 40 mph (64 km/h) e di poter volare per una distanza di almeno 125 miglia (201 km).
Il dirigibile fu consegnato per primo, nel luglio 1908, dopo che Baldwin aveva proposto un prezzo estremamente basso per assicurarsi l'aggiudicazione (erano stati stanziati 25 000 dollari). Baldwin e Glenn Curtiss fecero i collaudi sopra Fort Myer e i risultati soddisfecero tutte le specifiche, eccetto la velocità, di poco inferiore a quella prefissata. Il mezzo ricevette la denominazione Signal Corps Dirigible No. 1. Il mese successivo, Baldwin addestrò tre ufficiali che avrebbero dovuto impiegare il dirigibile: Lahm, il sottotenente di artigliieria campale Thomas Selfridge e il sottotenente di fanteria Benjamin Foulois. Foulois fu addestrato come primo pilota di dirigibile e preparato a muovere il mezzo da Fort Omaha a St. Joseph (Missouri) per una dimostrazione durante una state fair. Ad ogni modo, la prima ascensione in solitaria con un dirigibile, ed il primo volo di un singolo pilota militare, non avvenne prima del 26 maggio 1909.

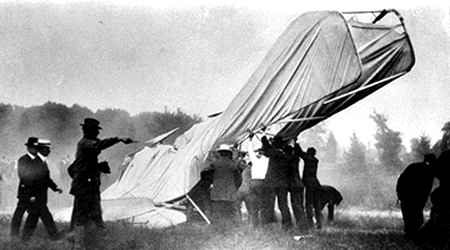
Il Wright Flyer precipitato in cui perse la vita Selfridge. 17 settembre 1908.

I fratelli Wright, che in principio chiedevano 100 000 dollari per il loro aereo, poi acconsentirono di vendere un Wright Model A conforme ai requisiti per 25 000 dollari (ottennero anzi cinquemila dollari extra per il fatto di aver superato la specifica minima di velocità). L'aereo fu consegnato a Fort Myer (Virginia) il 1º settembre 1908 per i collaudi. Il primo test di idoneità dell'aereo fu condotto il 3 settembre a Fort Myer, con Orville Wright ai comandi. Selfridge e Lahm furono nominati ufficiali osservatori per le prove dell'aereo dei Wright nel settembre 1908. Sia Lahm sia il maggiore Squier parteciparono a voli di prova come osservatori ed il 13 settembre Wright tenne in volo l'aereo per un'ora e dieci minuti.

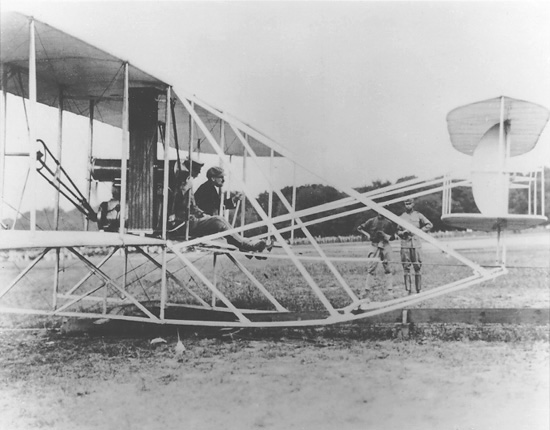
Il sottotenente Frank Lahm ed Orville Wright nel primo aereo dell'esercito americano, S.C. No. 1, 27 luglio 1909.

Il 17 settembre 1908, poiché gli era stato ordinato di recarsi a St. Joseph per una dimostrazione di dirigibili, Selfridge chiese di sostituire l'osservatore della United States Navy, tenente George Sweet, che secondo il programma avrebbe fatto un volo di prova. Durante il volo, a 150 piedi (46 m) di quota, un'elica si spezzò andando in frantumi, e tranciò un cavo del timone, provocando la caduta dell'aereo. Wright fu ricoverato e Selfridge — unico ufficiale dell'esercito che avesse pratica di volo con mezzi più pesanti dell'aria — fu vittima del primo incidente aereo mortale.
Orville, questa volta in compagnia del fratello Wilbur, tornò a Fort Myer nel giugno 1909 con un nuovo aereo, più piccolo e più veloce, spinto dal motore del Flyer distrutto nello schianto del 1908. I fratelli passarono la parte migliore del mese di luglio (caratterizzato per lo più da condizioni meteorologiche avverse al volo) mettendo a punto il velivolo e preparandosi per le prove finali. Per le verifiche di idoneità del 1909, furono nominati ufficiali osservatori Lahm e Foulois.
Lahm volò con Wright il 27 luglio, e poi il 30 luglio alla presenza del presidente William Howard Taft, Foulois e Wright nella prova finale di idoneità fecero un volo attraverso il paese di 10 miglia (16 km) attorno a Shuter's (o Shooters) Hill tra Fort Myer ed Alexandria (Virginia). Questo volo superò ogni precedente record di velocità, durata con un passeggero e altitudine con un passeggero. Compiaciuto per le prestazioni di questo aereo, l'esercito lo acquistò riconoscendo ai Wright 25 000 dollari con un premio extra di 5 000 (mille dollari per ogni miglio orario eccedente la specifica progettuale di 40 mph (64 hm/h)). Il picco di velocità dell'aereo era stato di 45 mph (74 hm/h) portando il prezzo totale della compravendita a 30 000 dollari.

## Impiego operativo di aerei

### Primi voli con il solo pilota

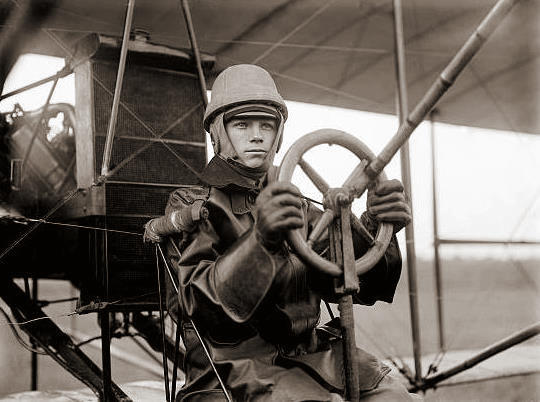
Collaudo di un aereo Curtiss a College Park (Maryland, 1912).

L'esercito accettò il Wright A Military Flyer il 2 agosto 1909, denominandolo "Signal Corps (S.C.) No. 1". Il 25 agosto, l'esercito prese in affitto 160 acri (circa 2 km²) di terra a fianco della Baltimore and Ohio Railroad nei pressi di College Park (Maryland) per usare tale appezzamento quale campo addestrativo. L'aereo appena acquistato fu consegnato a College Park il 7 ottobre, montato da Wilbur Wright e fatto volare per la prima volta il giorno successivo. Wright iniziò la formazione di Lahm e del sottotenente Frederick E. Humphreys distaccato dal Corps of Engineers, volando costantemente dinanzi ad ampie frotte di curiosi, inviati della stampa e notabili. Entrambi volarono in solitaria il 26 ottobre, con Humphreys che precedette Lahm (comandante del distaccamento) poiché era il suo turno di volare. Sebbene entrambi i voli fossero inferiori al quarto d'ora come durata ed a 30 piedi (9,1 m) di altitudine, più tardi lo stesso giorno Lahm rimase in aria 40 minuti, dicendo a Wright di essere atterrato solo perché era ora di cena. Il contratto che l'esercito aveva stipulato con i fratelli Wright si concludeva con il completamento dell'addestramento dei due allievi piloti, e Wilbur Wright fece il suo ultimo volo pubblico il 2 novembre. Dopo quel giorno, Lahm prese come passeggero il tenente Sweet, che quindi fu il primo ufficiale di marina a volare.
Il 5 novembre, entrambi i piloti erano a bordo, con Lahm ai comandi, quando l'aereo si schiantò in una virata a bassa quota. Benché nessun pilota fosse rimasto ferito, ed i Wright si fossero fatti carico delle spese di riparazione, tale incidente pose termine ai voli sino al 1910. Sia Lahm sia Humphreys ripresero servizio presso i rispettivi corpi di appartenenza.

### Foulois e Beck
La vita operativa del dirigibile fu breve, poiché l'aggressività delle intemperie ed il gas idrogeno usato per far volare l'aeromobile provocavano cedimenti della cella stagna che si verificavano con crescente pericolosità. Il dirigibile fu giudicato inservibile e venduto all'incanto. Foulois aveva apertamente criticato il dirigibile, raccomandandone l'abbandono, ed anche se era uno dei prescelti per ricevere l'addestramento da pilota, fu invece inviato a Nancy in qualità di delegato al Congresso Internazionale di Aeronautica. Foulois tornò dalla Francia il 23 ottobre, e fece un qualche volo preliminare in affiancamento di Wilbur Wright (ancorché quest'ultimo non vi fosse obbligato contrattualmente), con il progetto di far terminare da Humphreys l'addestramento di Foulois.
Nel novembre 1909, Foulois divenne l'unico ufficiale assegnato all'Aeronautical Division. Poteva vantare un tempo di volo totale (conseguito a College Park) di tre ore e due minuti ma non aveva mai volato da solo. Per l'inclemenza del tempo invernale a College Park, Foulois dovette trasferirsi a svolgere il programma di volo presso Fort Sam Houston, un'infrastruttura dell'esercito vicino a San Antonio (Texas). Foulois ed otto uomini di truppa smontarono il relitto dello S.C. No. 1, lo spedirono in Texas dentro a 17 cassoni e lo rimontarono il 23 febbraio 1910, dopo aver costruito una baracca per ricoverarlo presso l'Arthur MacArthur Field usato per l'addestramento della cavalleria. Il 2 marzo 1910, dopo essersi allenato, Foulois fece registrare il suo primo volo in solitaria dalle 09.30 alle 09.37. e quattro voli in totale, facendo schiantare lo S.C. No. 1 nell'atterraggio finale. Raggiunse un'altitudine massima di 200 piedi (61 m circa) ed una velocità di 50 miglia orarie (80 km/h circa) accreditandosi 59 minuti e 30 secondi di tempo di volo. Dopo che l'aereo era stato riparato, ci volò ancora cinque volte il 12 marzo, e ricevette istruzioni per posta dai fratelli Wright. Fino al 1911, Foulois rimase il solo aviatore ed innovatore dell'esercito. Nel diario di volo dell'aereo dichiarò di aver montato, il 12 marzo 1910, un sottopancia di 4 piedi (circa 1,2 m) proveniente da finimenti della cavalleria per fungere da cintura di sicurezza sullo S.C. No. 1, poi l'8 agosto, assieme a Oliver Simmons fissò delle ruote da macchina agricola. sui pattini di atterraggio, creando il primo rudimentale carrello. Lo S.C. No. 1 fece il suo ultimo volo, ed il sessantaseiesimo con Foulois ai comandi, l'8 febbraio 1911.
Al principio del 1911, gli Stati Uniti ammassarono buona parte del loro Regular Army nel Texas meridionale come dimostrazione di forza verso i messicani rivoluzionari, formando la "Maneuver Division". Nel marzo 1911 presso Fort McIntosh a Laredo (Texas), Foulois e l'istruttore di velivoli Wright Philip Orin Parmelee mostrarono per la prima volta come il mezzo aereo possa essere utilizzato in appoggio alle manovre delle forze di terra. Lo S.C. No. 1 non era abbastanza sicuro in volo per le missioni di ricognizione e di trasmissione di messaggi che eseguì, e per un dollaro di canone nominale, Foulois prese in affitto il Wright B Flyer posseduto personalmente da Robert J. Collier, proprietario della testata Collier's, il 21 febbraio. Foulois e Parmalee misero fuori uso nel Rio Grande il velivolo affittato, durante il loro secondo volo, il 5 marzo.

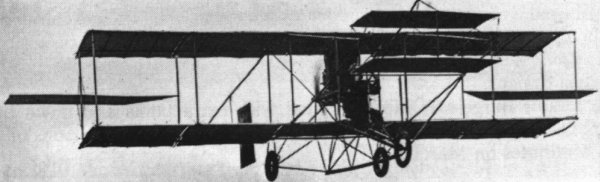
Un Curtiss Model D, immagine scattata intorno al 1914.

Il maggiore Squier, come Chief Signal Officer della Maneuver Division, formò una compagnia aerea provvisoria il 5 aprile 1911, la prima unità di aviazione nella storia americana, come premessa all'addestramento di 18 ulteriori piloti. Fu autorizzato l'acquisto di cinque nuovi aerei, e due arrivarono a Fort Sam il 20 aprile, un Curtiss 1911 "Type IV military aeroplane" (Curtiss Model D) che prese la denominazione Signal Corps No. 2, ed un nuovo Wright Model B che divenne lo S.C. No. 3. Entrambi erano muniti di ruote al posto dei pattini, ed il Curtiss disponeva di un motore a 8 cilindri da 60 hp (45 kW) in netto contrasto con il 4 cilindri da 40 hp (30 kW) con cui avevano preso dimestichezza in addestramento gli allievi piloti. Due piloti civili, Frank Trenholm Coffyn della Wright Company ed Eugene Ely della Curtiss, arrivarono con gli aerei per prestare assistenza all'attività formativa. Tutti e tre i velivoli dell'esercito decollarono simultaneamente il 22 aprile 1911, durante una parata-rassegna delle truppe della Maneuver Division presso Fort Sam Houston, immortalata in una fotografia panoramica puntata da un collegamento infra (sezione Collegamenti esterni).
Dopo che l'esercito aveva approvato gli aerei il 27 aprile, Foulois ed Ely iniziarono ad addestrare un piccolo gruppo di aspiranti piloti sulla macchina Curtiss, e tra questi allievi ve n'erano tre (il capitano Paul W. Beck ed i tenenti George E.M. Kelly e John C. Walker, Jr.) che erano stati parzialmente addestrati quali futuri istruttori di aereo Curtiss da Glenn Curtiss a North Island, San Diego (California), prima di essere comandati in Texas. Gli allievi piloti furono divisi in due sezioni separate poiché i comandi sui due mezzi erano sensibilmente differenti e gli apparecchi monoposto Curtiss mal si prestavano ovviamente alla supervisione di un istruttore. Lo S.C. No. 1, giudicato non più sicuro per il volo a causa di troppe riparazioni, fu ritirato dal servizio il 4 maggio, ed in ottobre fu inviato alla Smithsonian Institution.
Il più abile fra i nuovi piloti era Beck, che per anzianità fu fatto comandante della compagnia aerea provvisoria, provocando una frattura permanente tra lui e Foulois, di gran lunga il pilota più esperto. La macchina Curtiss, S.C. No.2, quasi si schiantò il 2 maggio condotta da Walker, che la fece piantare di muso mentre tentava una virata. L'aereo carambolò e sebbene Walker miracolosamente avesse ripreso il controllo, rimase così scosso che volontariamente si ritirò dal volo. Il giorno seguente Beck mise fuori uso lo S.C. No. 2 quando il motore cedette a 300 piedi (91 m), riportando gravi danni. Il 10 maggio Kelly, il pilota meno esperto, restò ucciso volando sullo stesso aereo nel suo volo di qualificazione schiantandosi all'atterraggio in condizioni di vento a raffiche. Il comandante di divisione, maggior generale William Henry Carter, ritirò immediatamente l'autorizzazione a volare su Fort Sam. Foulois, che era un ufficiale mustang ed un veterano della guerra ispano-americana, attribuì la colpa del disastro alle incongrue riparazioni eseguite sul Curtiss D, ed indirettamente a Beck.
Foulois tra l'altro si rifiutò di stare agli ordini di Beck. Foulois venne pertanto rimosso dall'aviazione con distacco presso la Division of Militia Affairs in seno al War Department. Beck prese il posto di Foulois come istruttore, e trasferì la scuola di nuovo a College Park con lo S.C. No. 3. Beck lavorò come istruttore a College Park fino al 1º maggio 1912, quando fu ritrasferito in fanteria in applicazione della cosiddetta "legge manciù".

### Arnold e Milling

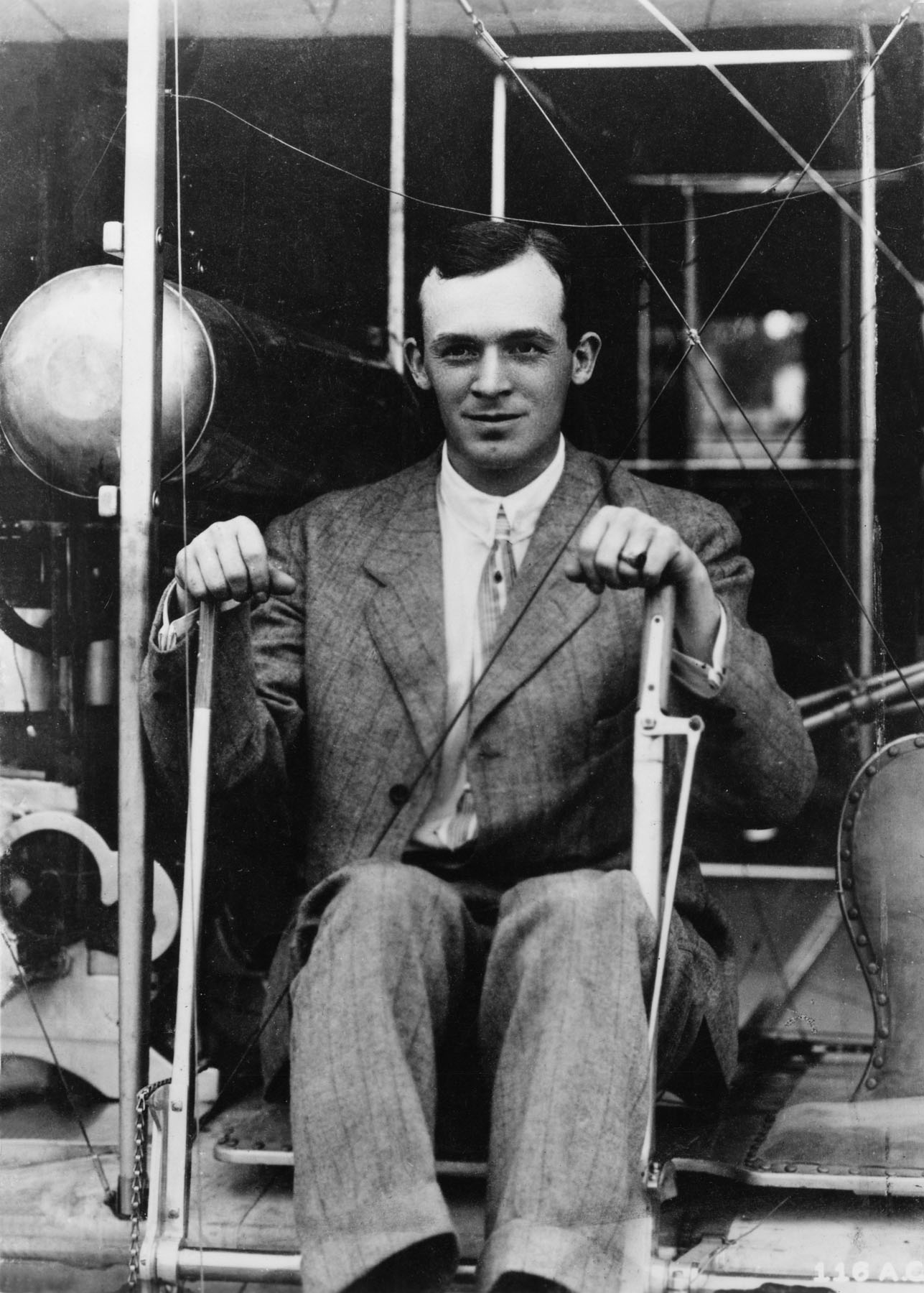
Henry Arnold ai comandi di un aereo Wright Model B 1911

Pilota e fotografo a bordo di un Curtiss Model E (data e luogo sconosciuti).

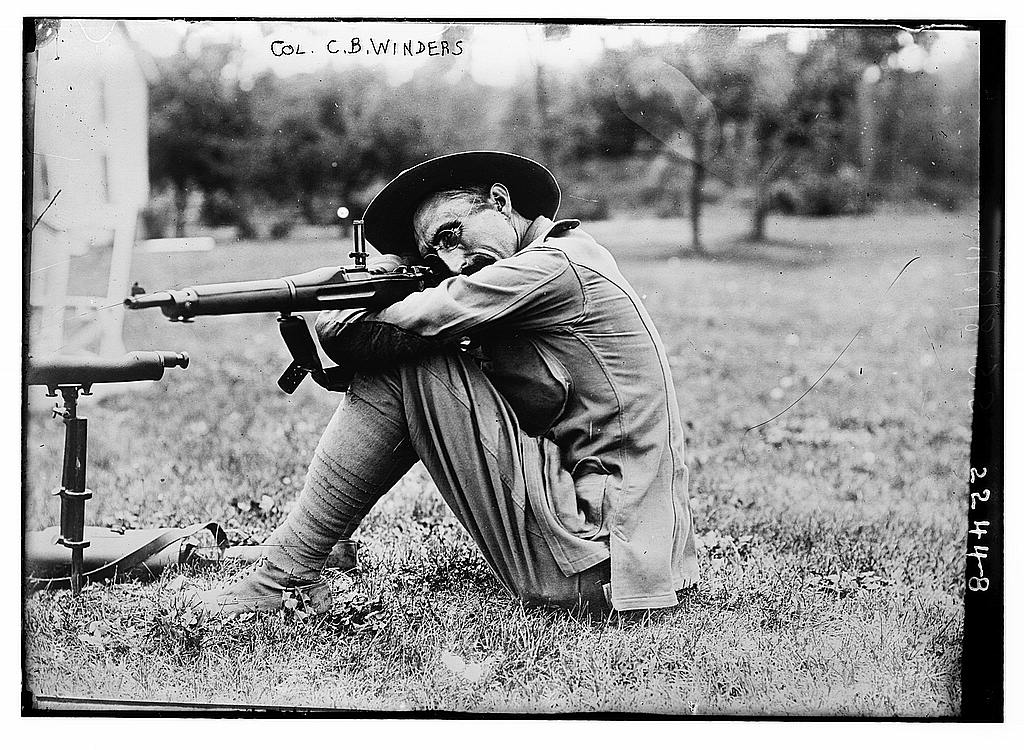
Charles B. Winder (che fu anche un eccellente tiratore) nel 1911

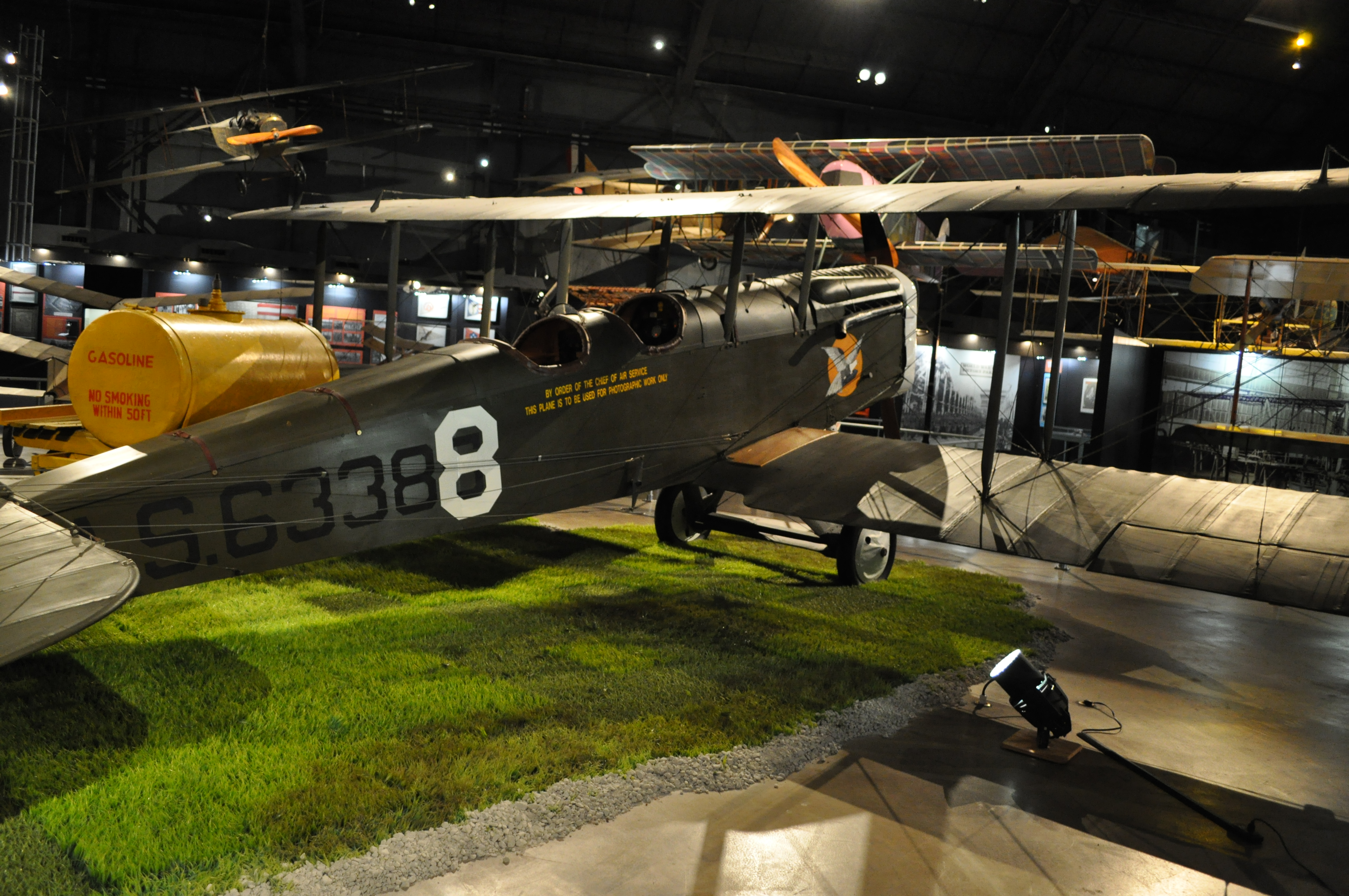
Il De Havilland DH-4, unico aereo di fabbricazione USA impiegato in combattimento nella Prima guerra mondiale, svolse molteplici ruoli, tra cui quello di osservazione per l'artiglieria.

Benché fosse di stanza nelle Filippine nel 1908, Henry H. Arnold assisteva il capitano Arthur S. Cowan (al tempo in fanteria) in un incarico di cartografia militare. Cowan ritornò negli USA, trasferito al Signal Corps, e fu incaricato di reclutare due tenenti per farli diventare piloti. Cowan interpellò Arnold, che telegrafò il suo interesse anche al trasferimento nel Signal Corps, ma non ricevette alcuna risposta per due anni. Nel 1911, ricollocato a Fort Jay (New York), Arnold mandò una domanda di trasferimento al Signal Corps, ed il 21 aprile 1911 ricevette disposizioni che lo assegnavano assieme al tenente Thomas D. Milling a Dayton (Ohio), per addestramento al volo nella scuola di aviazione dei fratelli Wright. Iniziata l'istruzione il 3 maggio, Milling aveva volato in solitaria l'8 maggio dopo due ore di tempo di volo mentre Arnold fece il suo primo volo il 13 maggio dopo tre ore e quarantotto minuti di lezioni di volo.
A giugno, lui e Milling terminarono il loro periodo di formazione, e il giorno 14 di quel mese furono inviati a College Park (Maryland) in qualità di primi istruttori di volo dell'esercito. Erano a disposizione per l'addestramento due aerei Wright B, dal momento che era stato consegnato lo S.C. No. 4 cinque giorni dopo, aggiungendosi allo S.C. No. 3, appena arrivato dal Texas. La scuola ufficialmente aprì il 3 luglio 1911, ed addestrò dieci allievi, tra cui due membri della Guardia nazionale e Chandler, che era stato nuovamente assegnato al comando della divisione e della scuola dopo aver conseguito il diploma alla Signal School. Lo S.C. No. 2, riparato e riammesso in servizio, fu raggiunto alla fine di luglio dallo S.C. No. 6, un nuovo Curtiss E "scout", e Milling divenne il solo aviatore a padroneggiare i comandi (significativamente diversi) di ciascun tipo. Si aprì una spaccatura tra "piloti Wright" e "piloti Curtiss", e la faccenda si risolse solo quando, nel 1914, le macchine Wright furono dismesse per ragioni di sicurezza.
Milling vinse la Tri-State Biplane Race (corsa per biplani lungo tre Stati) con un Wright B contro una schiera di esperti dell'aria, volando da Boston (Massachusetts) a Nashua (New Hampshire) a Worcester (Massachusetts) a Providence (Rhode Island) con ritorno a Boston, per un totale di 175 miglia, senza uso di bussola. Fu anche il suo primo volo notturno, con alcuni grossi falò che indicavano la pista d'atterraggio.
Arnold stabilì un record di altitudine di 3 260 piedi (990 m) il 7 luglio 1911, e lo infranse due volte. In agosto incorse per la prima volta in uno schianto, cercando di decollare da un campo coltivato in cui si era perso. A fine novembre la scuola smontò i suoi quattro aerei e si trasferì ad Augusta (Georgia) dove, nella stagione invernale, avrebbe svolto la propria attività utilizzando una fattoria presa in affitto. Un allievo di quel gruppo, tenente Charles B. Winder dell'Ohio, fu il primo ufficiale della Guardia nazionale a completare l'addestramento aeronautico conseguendo la certificazione F.A.I. nella primavera del 1912.
Arnold prese in consegna il primo aereo dell'esercito a configurazione traente (con un'elica ed il motore montati davanti) il 26 giugno 1912, ma si schiantò nella baia di Plymouth (Massachusetts) durante il decollo. Arnold iniziò a sviluppare una fobia del volo, inasprita dagli incidenti mortali capitati: il 12 giugno a Arthur L. Welsh, l'istruttore della Wright Company che era stato il suo maestro; e il 18 settembre 1912 al tenente Lewis Rockwell, compagno di corso di Arnold in accademia. Entrambi persero la vita sui nuovi Wright C "speed scouts".
Nell'ottobre 1912, Arnold e Milling furono inviati a Fort Riley (Kansas) per fare pratica nell'osservazione per l'artiglieria campale. Il 5 novembre, il Wright C di Arnold stallò, si avvitò su se stesso, ed a malapena il pilota scampò da uno schianto fatale. Immediatamente e spontaneamente si ritirò dall'attività aeronautica, nel 1913 ritornò in fanteria dopo aver chiuso la scuola di College Park, poi rimpiazzata da un'altra installazione allietata da condizioni meteorologiche favorevoli al volo tutto l'anno sulla North Island presso San Diego (California), nel 1917 denominata Rockwell Field. in omaggio alla memoria del compagno di studi di Arnold.

## Stanziamenti, crescita e "principio di ammutinamento"

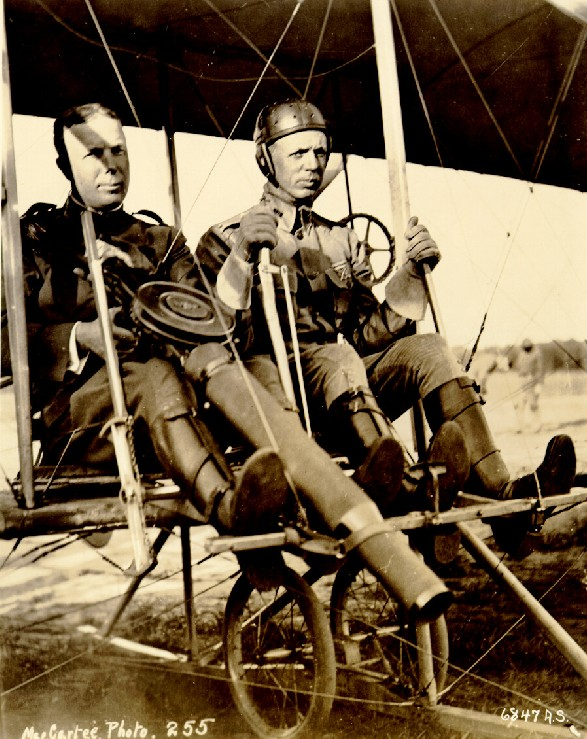
Il capitano Charles Chandler (con un prototipo di mitragliatrice Lewis) ed il tenente Roy Kirtland a bordo di un Wright Model B Flyer dopo il primo riuscito test di fuoco con una mitragliatrice da un aereo, il 7 giugno 1912.

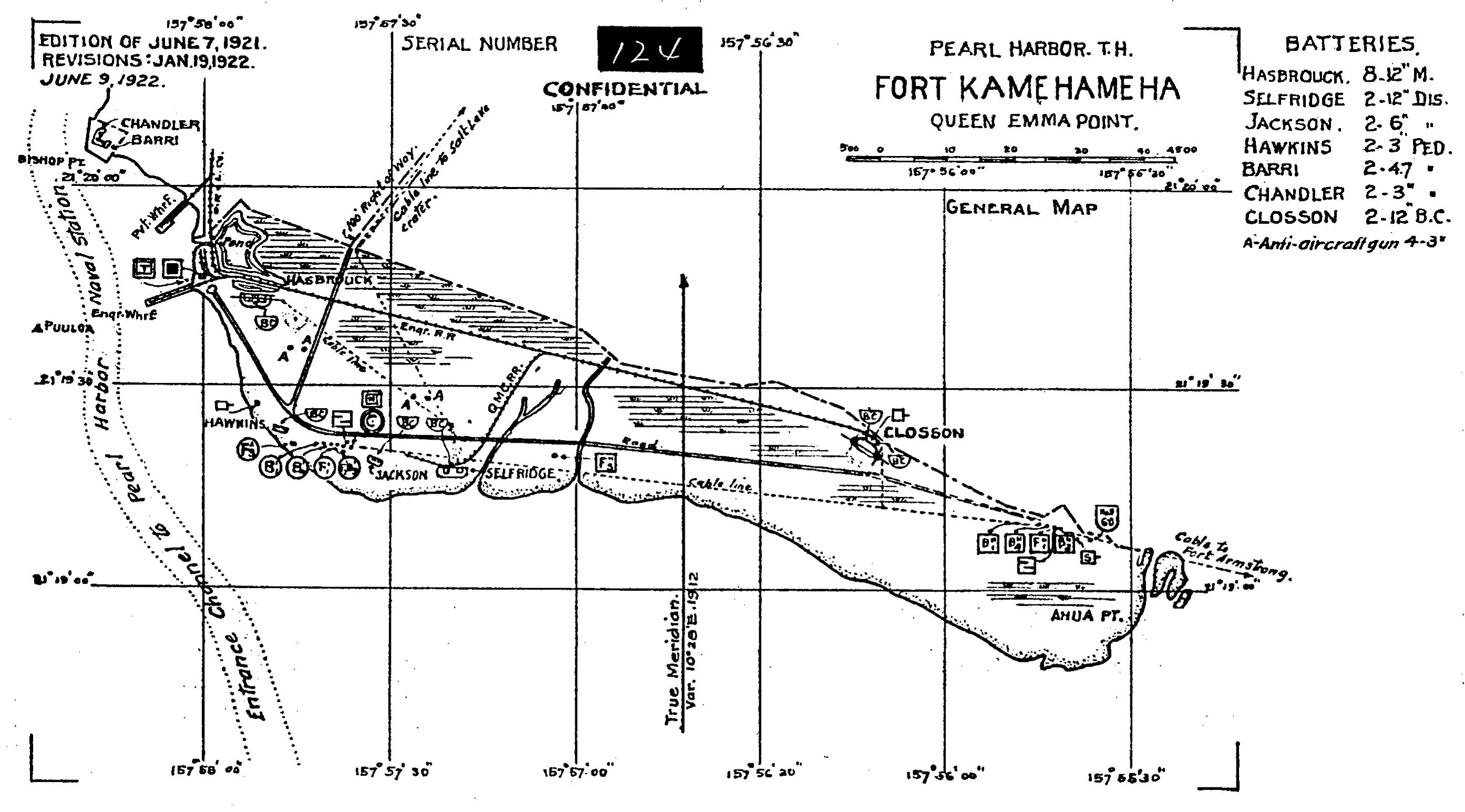
Fort Kamehameh (Hawaii) in una mappa militare del 1922.

Nel 1911, l'Aeronautical Division ricevette il primo finanziamento diretto dal Congresso per l'aviazione (125 000 dollari per l'anno fiscale 1912, metà di quanto era stato proposto), ed affiancò cinque nuovi velivoli al suo parco mezzi. In aggiunta agli S.C. 2, 3, 4, e 6, fu ordinata la costruzione di un Wright B (su licenza) da parte della Burgess Company and Curtis con la relativa denominazione di "Model F" (S.C. No. 5).
Un sesto apparecchio, un Wright B Flyer denominato S.C. No. 7, fu montato a Fort McKinley nelle Filippine ed usato dal tenente Lahm per eseguire il primo volo di un aereo militare americano fuori dagli Stati Uniti continentali il 21 marzo 1912.
Furono adottate le regole della Fédération Aéronautique Internationale (FAI), tra cui gli standard per la certificazione dei piloti, ed i tenenti Henry H. Arnold e Thomas D. Milling. divennero i primi due piloti dell'esercito a conseguire la certificazione FAI. Il 23 febbraio 1912, l'esercito americano stabilì le proprie qualifiche per aviatori militari ed assegnò le prime cinque (di 24) al tenente Arnold, al capitano Chandler, al tenente Milling, al capitano Beck, ed al tenente Foulois nel luglio 1912.
Nel febbraio 1912, riconoscendo la necessità di un aereo specializzato nel servizio campale, l'Aeronautical Division tracciò le sue prime nuove specifiche per aerei dal 1907, creando una classe "Scout" per un aereo biposto, da bassa velocità, per la ricognizione tattica; ed una classe "Speed Scout" per un monoposto più leggero, più veloce, per la ricognizione strategica (ossia a raggio più ampio). Nel maggio 1912, la divisione acquistò il suo primo Speed Scout, un Wright C. L'aereo si schiantò durante il volo di collaudo l'11 giugno a College Park, uccidendo il sottotenente Leighton W. Hazelhurst, che aveva fatto parte della prima classe di allievi piloti, e Arthur L. Welsh, l'istruttore della Wright Company che aveva insegnato a volare ad Arnold. Lo stesso Arnold stava pilotando un Wright C (S.C. No. 10) nel novembre 1912 a Fort Riley (Kansas), quando rischiò di perdere la vita. In totale la divisione acquistò sei Wright C (non comprendendo quello su cui volavano Welsh ed Hazelhurst) ed un Burgess Model J (un Wright C costruito su licenza), sei dei quali precipitarono. Questo fatto portò, il 24 febbraio 1914, alla radiazione dal servizio di tutti gli aerei "pusher", compresi il solo Wright C sopravvissuto ed un Burgess rimaneggiato per adeguarsi allo standard Wright C.
Anticipando una probabile guerra con il Messico, il 28 febbraio 1913 il capitano Chandler, quattro piloti, 21 soldati di truppa ed un distaccamento di aerei Curtiss JN-3 furono trasferiti dalla sede invernale della scuola d'aviazione (Augusta (Georgia)) a Texas City. Da ultimo, otto piloti su nove aerei si addestrarono con la 2nd Division sulla Costa del Golfo e a San Antonio. Organizzato come reparto provvisorio il 5 marzo, il 1st Aero Squadron divenne la prima unità permanente della forza aerea l'8 dicembre 1913.
Una volta a Texas City, i piloti principianti esposero le loro rimostranze per quanto riguardava la sicurezza al nuovo Chief Signal Officer brigadier generale George P. Scriven, che si era recato in Texas in visita ispettiva dopo aver letto resoconti stampa sfavorevoli sullo squadrone, ed in pratica intimando a Scriven che se Chandler non fosse stato sostituito essi si sarebbero ritirati dall'aviazione. Malgrado che avesse definito l'incidente un "principio di ammutinamento", Scriven esonerò Chandler il primo di aprile e lo trasferì a Fort McKinley. nelle Filippine, sostituendolo interinalmente con Cowan, che era già a Texas City come signal officer della 2d Division in fase di mobilitazione. In settembre, il tenente colonnello Samuel Reber — già pilota di mongolfiere ed influente membro dell'Aero Club of America — divenne il nuovo capo dell'Aeronautical Division. Sia Cowan sia Reber erano "non-aviatori", il che provocò ulteriori contrasti con i piloti, presso i quali era ormai consolidato convincimento che solo un aviatore avesse le carte in regola per comandare reparti volo. Quando, in giugno, il 1st Aero Squadron si unì all'aliquota che — come abbiamo visto poc'anzi —operava con i Curtiss presso North Island, Reber nominò Cowan comandante della scuola d'aviazione a North Island, aggravando in tal modo i dissapori che abbiamo più volte descritto.

### Espansione del servizio di aviazione
Il capitano Beck fu forse il primo sostenitore di un servizio aereo separato dalle forze terrestri dell'esercito. Nel 1912 Beck pubblicò un suo articolo sul "Giornale della fanteria" intitolato: "L'aviazione militare in America: le sue necessità", in cui appoggiava l'idea di una forza aerea indipendente ed assegnataria di missioni proprie. Dopo essere rientrato in fanteria, continuava ad interpellare i suoi amici nel Congresso per poter ritornare all'aviazione. Nel febbraio 1913 il deputato James Hay (Democratici-Virginia) avanzò una proposta di legge volta a trasferire l'aviazione dal Signal Corps ad un rango paragonabile a quello dell'esercito come un semi-autonomo "Air Corps". Il provvedimento fu considerato troppo radicale e non superò l'esame in commissione, ma quando nel 1913 la legge sugli stanziamenti incorporò molte delle sue norme, Hay lo ripresentò in forma riveduta nel maggio, (HR5304) "Una legge per aumentare l'efficienza del servizio di aviazione". L'esame del nuovo progetto legislativo si svolse nell'agosto del 1913. Beck comparse "testimoniando" a favore del provvedimento, unico ufficiale a prendere tale posizione, e fu contrastato dal maggiore Billy Mitchell, in rappresentanza dello Stato Maggiore, e da Foulois, Arnold e Milling in rappresentanza del Signal Corps. Il disegno fu modificato nel testo originale e venne scritto per sgombrare il campo normativo alla nascita dell'Aviation Section, U.S. Signal Corps il 18 luglio 1914.
Gli stanziamenti per l'aviazione si limitò a 100 000 dollari, in parte perché il Signal Corps aveva speso solo 40 000 dollari dei finanziamenti per l'anno fiscale 1912. Tuttavia, in conseguenza dell'alto numero di caduti in servizio, l'indennità di volo (35% in più della paga normale) e un sistema di promozioni accelerate per i piloti furono approvati dal Congresso il 3 marzo 1913, nella legislazione degli stanziamenti e l'Aeronautical Division crebbe da 14 a 18 piloti. L'Army Air Forces Statistical Digest (World War II) ("Raccolta di statistiche dell'Army Air Forces (Seconda guerra mondiale)") indicava la forza della divisione in 51 tra ufficiali e uomini di truppa, con riferimento al 1º novembre 1912, e 114 alla data del 30 settembre 1913. La statistica predisposta per il dibattito parlamentare HR5304 (citato supra) mostrava che gli Stati Uniti occupavano il 14º posto quanto a spese tra le nazioni che disponevano di un'aviazione.
L'anno successivo, il Congresso aumentò le dimensioni ed il prestigio dell'aviazione del Signal Corps costituendo l'Aviation Section, naturale estensione dell'Aeronautical Division come componente del quartier generale che emana ordini in nome del Chief Signal Officer. Reber divenne capo della sezione e fu promosso tenente colonnello, delegando le funzioni di capo dell'Aeronautical Division ad un altro "non aviatore", il maggiore Edgar Russel, esperto istruttore ed assistente comandante della Signal School.
Il 1º ottobre 1917, durante la Prima guerra mondiale, l'Aeronautical Divisione fu rinominata "Air Division" e fu abolito in blocco dal War Department il 24 aprile 1918.
Tra il 1º agosto 1908 ed 30 giugno 1914, il Signal Corps spese 430 000 dollari nell'aeronautica, finanziando l'acquisto di 30 velivoli e la costruzione di un trentunesimo (S.C. No. 23) ricavato da parti di ricambio. Al 1914, solo nove dei 23 superstiti erano ancora in servizio, e due di quelli che furono ritirati non volarono mai operativamente.

### Aerei dell'Aeronautical Division
FONTI: Hennessy, The United States Army Air Arm, April 1861 to April 1917, Chapters 2–6, pp. 28–102; Warnock, "From Infant Technology to Obsolescence: the Wright Brothers' Airplane in the U.S. Army Signal Corps, 1905–1915"
| S.C. No. | Data d'acquisto   | Tipo di aereo | Data di dismissione | Come dismesso              | Note                                                                             |
| -------- | ----------------- | ------------- | ------------------- | -------------------------- | -------------------------------------------------------------------------------- |
| nessuno  | non acquistato    | Wright A      | 17 Set 1908         | distrutto                  | consegnato 1 Set 1908, schianto mortale durante i test di ammissione (Selfridge) |
| 1        | 2 Ago 1909        | Wright A      | 4 Mag 1911          | ritirato                   | donato allo Smithsonian Institute                                                |
| nessuno  | 21 Feb 1911       | Wright B      | 21 Giu 1911         | restituito al proprietario | preso in affitto da Robert J. Collier                                            |
| 2        | 27 Apr 1911       | Curtiss D     | 24 Feb 1914         | radiato perché non sicuro  | 2 schianti mortali (G. Kelly e Park) ripristinato ed esposto al NASM             |
| 3        | 27 Apr 1911       | Wright B      | 24 Feb 1914         | radiato perché non sicuro  |                                                                                  |
| 4        | 1 Lug 1911        | Wright B      | 28 Set 1912         | distrutto                  | schianto fatale (Rockwell, Scott)                                                |
| 5        | Ott 1911          | Burgess F     | 24 Feb 1914         | radiato perché non sicuro  |                                                                                  |
| 6        | 27 Lug 1911       | Curtiss E     | 24 Feb 1914         | radiato perché non sicuro  | addestratore con motore da 40 hp, motori scambiati con S.C. No. 2                |
| 7        | 21 Mar 1912       | Wright B      | 28 Ago 1913         | naufragato                 | Filippine                                                                        |
| 8        | 19 Mar 1912       | Curtiss E     | 12 Nov 1914         | venduto                    | Hawaii                                                                           |
| 9        | 12 Ago 1912       | Burgess H     | 27 Mag 1914         | naufragato                 |                                                                                  |
| 10 (1)   | non acquistato    | Wright C      | 11 Giu 1912         | distrutto                  | schianto mortale durante i test di ammissione (Welsh, Hazelhurst)                |
| 10 (2)   | verso 26 Ott 1912 | Wright C      | 9 Feb 1914          | distrutto                  | schianto mortale (Post)                                                          |
| 11       | 3 Ott 1912        | Wright C      | 8 Lug 1913          | distrutto                  | schianto mortale (Call)                                                          |
| 12       | verso Nov 1912    | Wright C      | 14 Nov 1913         | distrutto                  | schianto mortale Filippine (Rich)                                                |
| 13       | 21 Mag 1913       | Wright C      | 17 Set 1913         | distrutto                  | Filippine                                                                        |
| 14       | verso 26 Ott 1912 | Wright C      | 24 Nov 1913         | distrutto                  | schianto mortale (Ellington, H. Kelly)                                           |
| 15       | 27 Nov 1912       | Curtiss F     | 8 Apr 1913          | irrecuperabile             | schianto mortale (R. Chandler)                                                   |
| 16       | 22 Nov 1912       | Wright C      | 24 Feb 1914         | radiato perché non sicuro  |                                                                                  |
| 17       | Gen 1913          | Burgess I     | 12 Gen 1915         | distrutto                  | Filippine                                                                        |
| 18       | Gen 1913          | Burgess J     | 4 Set 1913          | distrutto                  | schianto mortale (Love)                                                          |
| 19       | 3 Mag 1913        | Wright D      | 24 Feb 1914         | radiato perché non sicuro  | sperimentale                                                                     |
| 20       | 6 Giu 1913        | Wright D      | 2 Giu 1914          | ritirato                   | sperimentale                                                                     |
| 21       | 28 Ago 1913       | Curtiss G     | 12 Nov 1914         | venduto                    | Hawaii                                                                           |
| 22       | 1 Dic 1913        | Curtiss G     | data ignota         | ignoto                     |                                                                                  |
| 23       | 21 Ott 1913       | Curtiss E     | 24 Feb 1914         | radiato perché non sicuro  | costruito a San Diego con pezzi di ricambio                                      |
| 24       | Nov 1913          | Burgess H     | data ignota         | ignoto                     |                                                                                  |
| 25       | Nov 1913          | Burgess H     | data ignota         | ignoto                     |                                                                                  |
| 26       | Gen 1914          | Burgess H     | 20 Ago 1915         | irrecuperabile             | venduto 1916                                                                     |
| 27       | 15 Mag 1914       | Burgess H     | 25 Ago 1915         | irrecuperabile             | venduto 1916                                                                     |
| 28       | 25 Mag 1914       | Burgess H     | 25 Ago 1915         | irrecuperabile             |                                                                                  |
| 29       | 24 Giu 1914       | Curtiss J     | 21 Dic 1914         | distrutto                  | schianto mortale (Gerstner)                                                      |
| 31       | 2 Lug 1914        | Martin T      | Ott 1916            | irrecuperabile             |                                                                                  |

## Capi dell'Aeronautical Division
Il capo esecutivo dell'Aeronautical Division non aveva alcun titolo ufficiale tra il 1907 ed il 1914 ma spesso vi si fa riferimento con la locuzione Officer in Charge (OIC, "ufficiale al comando"). I quattro riconosciuti in questo periodo dall'USAF quali OIC della divisione, e pertanto con la qualifica di "capo" della sua branca progenitrice, sono denotati di seguito con il "punto elenco". Tutti gli altri hanno riscontro in liste di studi ufficiali pubblicati dall'Office of Air Force History (Ufficio storico dell'aeronautica) o dal suo successore AFHRA. Dopo il 18 luglio 1914 la divisione fece parte di una sezione aviatoria autorizzata da una specifica normativa, con un Chief of Division (capo divisione) preposto al controllo della sezione.
Dal 1º agosto 1907 al 18 agosto 1914:
- Capitano Charles DeF. Chandler (1º agosto 1907 – 13 maggio 1908)

Sottotenente Frank Purdy Lahm (14 maggio 1908 – dicembre 1909)*
Ignoto (dicembre 1909 – 30 giugno 1910)
- Capitano Arthur S. Cowan (1º luglio 1910 – 19 giugno 1911)
- Capitano Charles DeF. Chandler (20 giugno 1911 – 1º aprile 1913)**

Sottotenente Henry H. Arnold (18 settembre 1912 – 14 dicembre 1912)
Maggiore  Edgar Russel. (15 dicembre 1912 – 9 settembre 1913).
- Tenente colonnello Samuel Reber (10 settembre 1913 – 17 luglio 1914; Chief of Division 18 luglio 1914 – 5 maggio 1916)

Comandanti interinali della divisione
Capitano George S. Gibbs (17 marzo 1916 – 2 aprile 1916)
Maggiore Billy Mitchell (3 aprile 1916– 20 maggio 1916)
Capi della divisione (e della sezione di aviazione), 1916–1918
Tenente colonnello George O. Squier (20 maggio 1916 – 18 febbraio 1917)
Tenente colonnello John B. Bennet (19 febbraio 1917 – 29 luglio 1917): Maggiore Benjamin D. Foulois (30 luglio 1917 – 5 novembre 1917)
Brigadier generale Alexander L. Dade (5 novembre 1917 – 14 febbraio 1918)
Colonnello Laurence Brown (28 febbraio 1918 – 24 aprile 1918)
* L'aeronautica non riconosce Lahm quale OIC dell'Aeronautical Division tra il 1908 ed il 1910. Nondimeno, la biografia di Chandler e la storia di Hennessy (pag. 14) indicano che dal maggio 1908 al luglio 1910 Chandler fosse comandante della Signal Corps Balloon Station ("Stazione aerostatica del Signal Corps") a Fort Omaha (Nebraska). Inoltre, Lahm fu obbligatoriamente restituito alla cavalleria alla fine del 1909, e non risulta alcun rimpiazzo, benché se qualcuno ricevette un tale ordine, fu probabilmente Foulois.

** Chandler fu anche capo della scuola di aviazione e comandante del 1st Provisional Aero Squadron quando tali organizzazioni erano attive. Fu sostituito nell'incarico il 1º aprile 1913, e trasferito nelle Filippine. Il capitano Cowan gli subentrò quale comandante del 1st Aero Squadron e come OIC interinale dell'Aeronautical Division.

## Pionieri dell'aviazione nell'Aeronautical Division
- Sottotenente Henry H. Arnold, 29th Infantry (29º fanteria) – secondo aviatore militare brevettato (5 luglio 1912)
- Capitano Paul W. Beck, Signal Corps – primo capo nominale di un'unità operativa di aviazione nel 1911–12, primo sostenitore di un servizio aereo separato
- Sottotenente Lewis H. Brereton, Coast Artillery Corps (corpo dell'artiglieria costiera) – unico membro a congedarsi (1948) da appartenente all'USAF
- Caporale Vernon L. Burge, Signal Corps – primo militare di truppa a divenire pilota certificato FAI (14 giugno 1912)
- Capitano Charles deF. Chandler, Signal Corps – pilota di mongolfiere, due volte capo dell'Aeronautical Division, e terzo pilota brevettato (5 luglio 1912)
- Sottotenente Benjamin D. Foulois, Signal Corps – terzo pilota a volare da solo, primo istruttore pilota dell'esercito
- Sottotenente Leighton W. Hazelhurst, 17th Infantry (17º fanteria) – secondo allievo pilota caduto in servizio (11 giugno 1912)
- Sottotenente Frederick E. Humphreys, Corps of Engineers – primo a volare da solo su un aereo militare (26 ottobre 1909)
- Sottotenente George E. M. Kelly, 30th infantry (30º fanteria) – primo caduto in servizio tra gli allievi e tra i piloti (10 maggio 1911)
- Sottotenente Moss L. Love, Signal Corps – primo pilota addestrato all'estero (rimarrà ucciso il 4 settembre 1913)
- Sottotenente Thomas DeW. Milling, 15th Cavalry (15º cavalleria) – primo aviatore militare brevettato (5 luglio 1912)
- Sottotenente C. Perry Rich, Philippine Scouts[142] – primo caduto in servizio all'estero (14 novembre 1913)
- Sottotenente Lewis C. Rockwell, 10th Infantry (10º fanteria) – primo caduto fra i piloti brevettati (18 settembre 1912)
- Caporale Frank Scott, Signal Corps – primo caduto fra il personale di truppa e secondo caduto come passeggero (18 settembre 1912)
- Sottotenente Thomas E. Selfridge, Jr., 1st Field Artillery (1º artiglieria campale) – primo ufficiale dell'esercito ad imparare a volare, primo deceduto in incidente aereo (17 settembre 1908)

## I precursori dell'United States Air Force
- Aeronautical Division, U.S. Signal Corps · 1º agosto 1907–18 luglio 1914
- Aviation Section, U.S. Signal Corps · 18 luglio 1914–20 maggio 1918
- Division of Military Aeronautics · 20 maggio 1918–24 maggio 1918
- U.S. Army Air Service · 24 maggio 1918–2 luglio 1926
- U.S. Army Air Corps · 2 luglio 1926–20 giugno 1941
- U.S. Army Air Forces · 20 giugno 1941–18 settembre 1947